# Бетцикл
Бетцикл — вигаданий мотоцикл, використовуваний супергероєм Бетменом як альтернатива бетмобілью. Він має комп'ютерне керування.

## У коміксах
Бетмен використовував свій власний налаштований велосипед у багатьох випадках в коміксах.

## Телесеріал «Бетмен»
У телесеріалі 1963 Бетцикл являє собою невеликий мотоцикл чорного кольору, покритого декількома знаками Бетмена. Він має коляску, в якій зазвичай пересувається Робін.

## Бетмен і Робін

Бетблейд це спеціалізований мотоцикл, який використовує Бетгерл у фільмі «Бетмен і Робін». Цей транспортний засіб може функціонувати в самих екстремальних погодних умовах. Бетблейд сконструйований з мотоцикла, заднє колесо якого взято від гоночного автомобіля.

## Комп'ютерні ігри
Бетцикл або аналогічні транспортні засоби з'являються в наступних іграх про Бетмена:
- Batman & Robin
- Batman: Rise of Sin Tzu
- LEGO Batman: The Video Game
- LEGO Batman 2 : DC Super Heroes
- The Dark Knight